# BR-293
Pour les articles homonymes, voir Route 293.

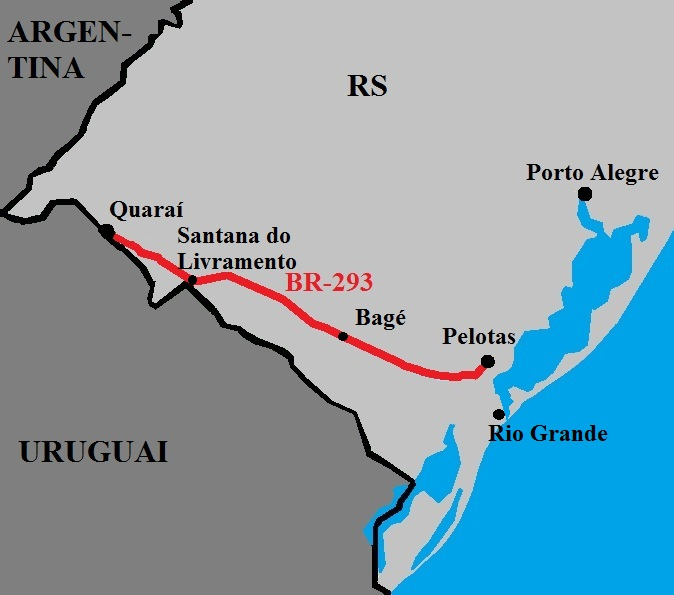
Tracé de la BR-293

La BR-293 est une route fédérale transversale de l'État du Rio Grande do Sul qui commence à Pelotas et s'achève à Uruguaiana. Elle est en bon état sur tout son parcours, mais à partir de Quaraí, son tronçon est inachevé ou en cours d'achèvement jusqu'à la BR-290 dont elle partage la fin du parcours, à une vingtaine de kilomètres de son terme. Elle comporte un tronçon de 161 km sous concession de compagnies privées, entre Pelotas et Bagé.
Elle dessert :
- Capão do Leão
- Cerrito
- Pedro Osório
- Pinheiro Machado
- Candiota
- Hulha Negra
- Bagé
- Dom Pedrito
- Santana do Livramento
- Quaraí

Elle est longue de 531,4 km.

## Galerie

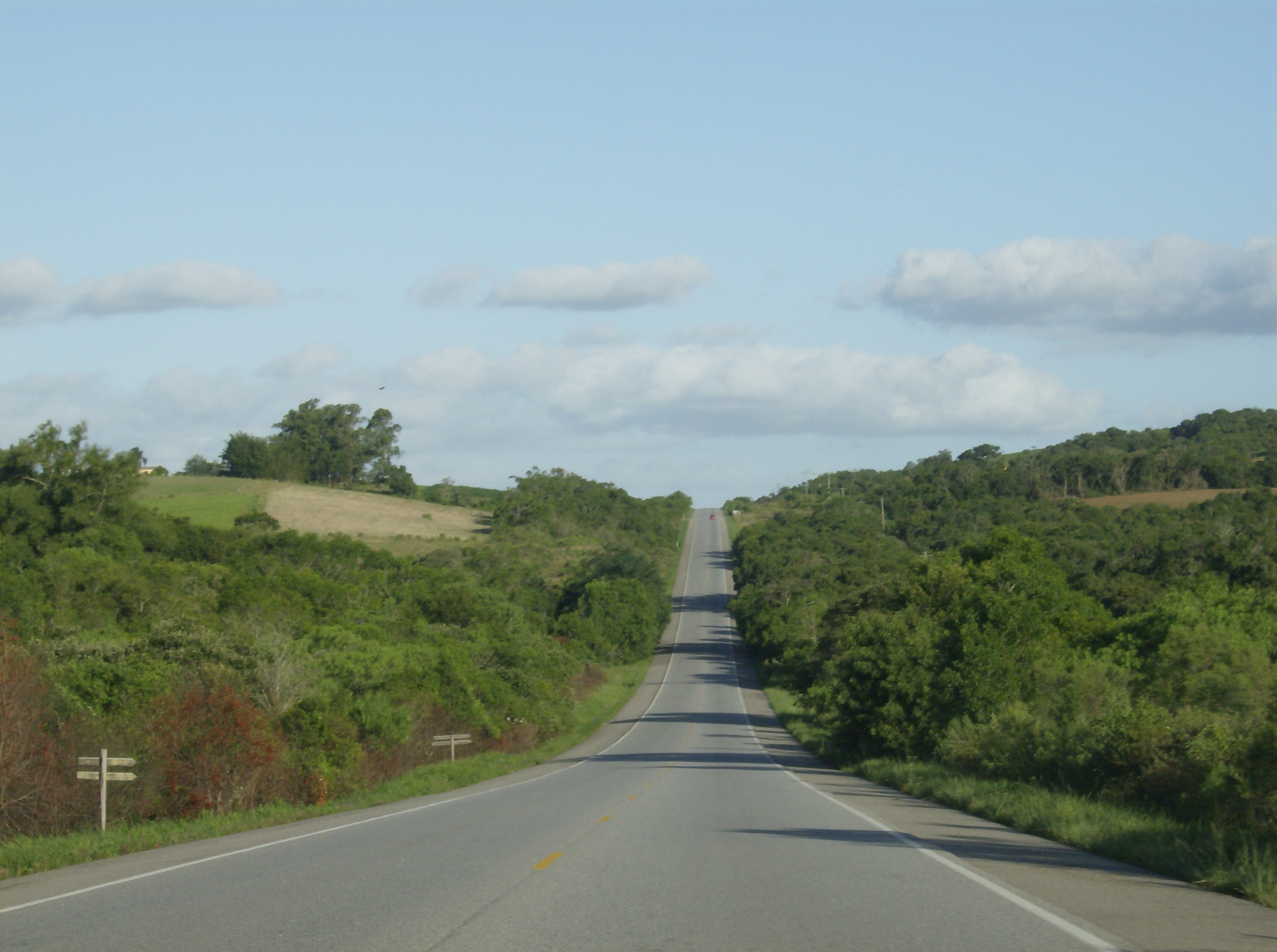
BR-293 à Cerrito, Rio Grande do Sul